# Cmentarz rzymskokatolicki w Woskrzenicach Dużych
Cmentarz rzymskokatolicki w Woskrzenicach Dużych – nekropolia rzymskokatolicka w Woskrzenicach Dużych, przy kościele parafialnym. Pierwotnie był to cmentarz unicki, a następnie prawosławny.

## Historia
Unicki cmentarz w Woskrzenicach Dużych został założony w I poł. XIX w. w sąsiedztwie miejscowej cerkwi. Po likwidacji unickiej diecezji chełmskiej w 1875, podobnie jak świątynia, został przemianowany na prawosławny. Na własność katolików obrządku łacińskiego przeszedł po zrewindykowaniu cerkwi woskrzenickiej i jej wyświęceniu na kościół parafialny w 1925.
Cmentarz podzielony jest na sześć kwater rozmieszonych regularnie wokół alei głównej. Na jego terenie zachowało się kilkanaście nagrobków prawosławnych z przełomu XIX i XX w. Na nekropolii znajduje się ponadto mogiła cywilnych mieszkańców Woskrzenic zamordowanych przez niemieckich okupantów w 1941.

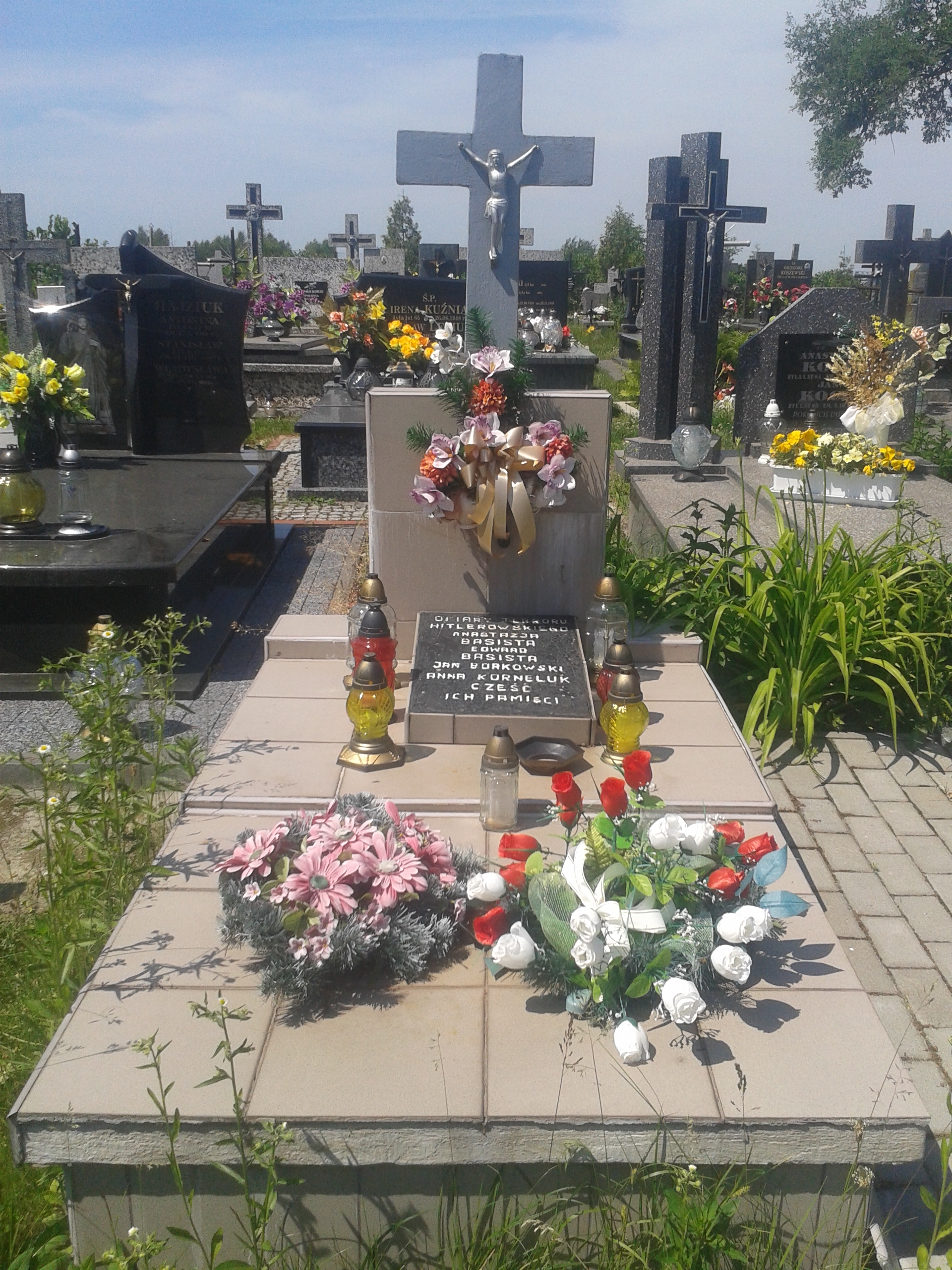
Mogiła ofiar hitlerowskiego terroru
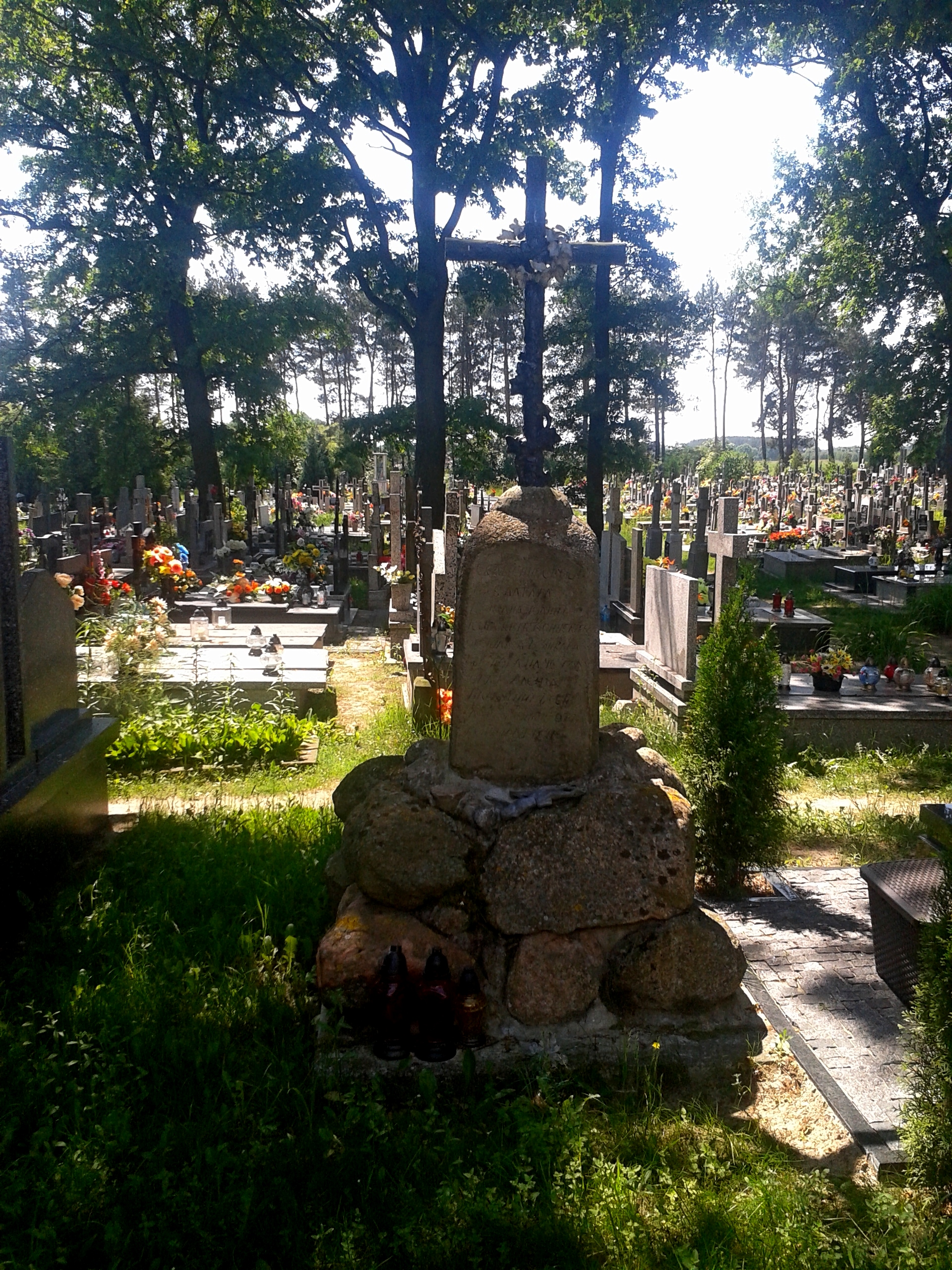
Nagrobek prawosławny (pocz. XX w.)